# Kanton Pau-Est
Kanton Pau-Est (francouzsky Canton de Pau-Est) je francouzský kanton v departementu Pyrénées-Atlantiques v regionu Akvitánie. Tvoří ho 6 obcí.

## Obce kantonu
- Artigueloutan
- Idron
- Lée
- Nousty
- Ousse
- Pau (východní část)